# Texas (Wisconsin)
Texas – miasto w Stanach Zjednoczonych, w stanie Wisconsin, w hrabstwie Marathon.